# Luyang (ort i Kina)
Luyang är en ort i Kina. Den ligger i provinsen Hunan, i den södra delen av landet, omkring 290 kilometer väster om provinshuvudstaden Changsha. Antalet invånare är 3 150.
Runt Luyang är det ganska tätbefolkat, med 166 invånare per kvadratkilometer. Närmaste större samhälle är Huaihua, 16,0 km sydväst om Luyang. I omgivningarna runt Luyang växer i huvudsak blandskog.
Genomsnittlig årsnederbörd är 1 960 millimeter. Den regnigaste månaden är maj, med i genomsnitt 337 mm nederbörd, och den torraste är december, med 48 mm nederbörd.